# Universität Trier
Die Universität Trier ist eine mittelgroße staatliche Universität in der rheinland-pfälzischen Stadt Trier. Die Gründung erfolgte im Jahr 1473. 1798 wurde diese unter französischer Besatzung nach 325-jährigem Bestehen geschlossen. 1970 erfolgte eine Neueröffnung. Circa 10.600 Studierende und insgesamt rund 2.000 Beschäftigte lernen, arbeiten und forschen auf dem Campus in Höhenlage über der Stadt. Nach einem langen Anstieg gingen die Studierendenzahlen in den letzten Jahren um ein Drittel zurück und haben sich nun auf diesen Wert eingependelt.
Die Universität ist eine forschungsaktive und international vernetzte Hochschule, die Wert auf fächerübergreifende, anwendungsbezogene und praxisorientierte Lehre und Forschung legt. Ausgewählte natur- und umweltwissenschaftliche Disziplinen sowie Mathematik und Informatik ergänzen das sozial- und geisteswissenschaftliche Fächerspektrum. Die mehr als 30 Fächer verteilen sich auf sechs Fachbereiche.
Die Theologische Fakultät Trier ist zwar organisatorisch mit der Universität verbunden, ansonsten aber eine eigenständige Bildungseinrichtung des Bistums Trier.
Durch zahlreiche Partnerschaften mit Universitäten weltweit ist die Universität international ausgerichtet. Es gibt Austauschvereinbarungen mit knapp 200 Hochschulen in Europa und weiteren 40 weltweit (insbesondere in USA, Kanada, Australien, Japan und China) sowie einen Anteil von etwa zehn Prozent an ausländischen Studierenden aus rund 100 Ländern. Eine Besonderheit ist die fachspezifische Fremdsprachenausbildung der Juristen und Wirtschaftswissenschaftler in zehn Sprachen.
Als Mitglied der Universität der Großregion bietet die Universität Trier Studierenden und Forschenden die Möglichkeit, gleichzeitig an sieben Hochschulen zu studieren und zu forschen: an der Université de Lorraine in Metz und Nancy, der Universität Luxemburg, der Universität Lüttich, der Universität des Saarlandes, der Rheinland-Pfälzischen Technischen Universität Kaiserslautern-Landau und der Hochschule für Technik und Wirtschaft des Saarlandes.

## Geschichte

### Von der Erstgründung zur Schließung 1798
Der Entschluss zur Gründung der Universität Trier dürfte im Jahr 1450 gefasst worden sein (Heiliges Jahr), als der Trierer Kurfürst-Erzbischof Jakob I. von Sierck nach Rom pilgerte und mit Nikolaus von Kues zusammentraf, der dort als Kurienkardinal tätig war und dem Gedanken einer Universitätsgründung in seiner Heimatregion vermutlich aufgeschlossen gegenüberstand. Papst Nikolaus V. erlaubte daraufhin am 2. Februar 1455 dem Trierer Erzbischof die Gründung einer Universität. Jakob von Sierck konnte jedoch aus finanziellen Gründen das Vorhaben nicht ausführen und starb auch kurze Zeit nach Erlass der entsprechenden päpstlichen Bullen. Sein Nachfolger Johann II. von Baden war in diverse Fehden verwickelt und hatte dadurch weder Geld noch Zeit, sich um eine Universitätsgründung in Trier zu kümmern.
Nach langen Verhandlungen mit dem Erzbischof erwarb schließlich die Stadt Trier 1472 für 2000 Goldgulden die Gründungsurkunden vom Erzbischof und eröffnete die Hochschule am 16. März 1473 selbst. Es wurden Theologie, Philosophie sowie Medizin und Recht unterrichtet, zunächst überwiegend von Priestern und nebenberuflichen Dozenten. Die neue Einrichtung war erfolgreich, zu ihrem Erhalt mussten aber rund 10 % des städtischen Etats aufgewendet werden. Die unerwartet hohen Ausgaben zwangen zur Sparsamkeit, insbesondere bei der Bezahlung der Lehrkräfte.
Die Universität litt von Anfang an unter erheblichen finanziellen Schwierigkeiten, bedingt durch einen massiven Rückgang der Trierer Bevölkerung (von 10.000 im Jahr 1363 auf 8.500 im Jahr 1542), der unter anderem durch Ausbrüche der Pest bewirkt und durch die abgelegene Lage der Stadt verstärkt wurde. Als der Dekan der theologischen Fakultät Ambrosius Pelargus 1554 starb, blieb sein Amt unbesetzt, da es außer ihm keinen weiteren Dozenten gab. Nach einem Angebot durch Kurfürst Johann VI. von der Leyen übernahmen 1560 Jesuiten die Leitung und bauten die theologische und philosophische Fakultät neu auf, vernachlässigten aber die anderen Fächer. Eine säkulare Reform der juristischen Fakultät scheiterte 1667; der Geldmangel ließ keine feste Beschäftigung von Lehrkräften zu. Die Bevölkerung, und damit die finanzielle Leistungsfähigkeit von Stadt und Bistum, hatten einen absoluten Tiefstand erreicht.
Erst 1722 gelang eine durchgreifende Reform der weltlichen Fächer. Kurfürst Franz Ludwig von Pfalz-Neuburg sicherte erstmals eine staatliche Besoldung für das Lehrpersonal, was die Beschäftigung bekannter Gelehrter wie Johann Nikolaus von Hontheim erlaubte.
In der zweiten Hälfte des 18. Jahrhunderts bildeten sich immer mehr Vorbehalte gegen die Jesuiten, denen vor allem Verschwörungen zur Vergrößerung ihrer Macht vorgeworfen wurden. Daher entstand 1764 in Trier eine zweite, vom Jesuitenorden unabhängige theologische Fakultät, die von einer kleinen Abordnung Benediktiner betreut wurde. Auch an den anderen Fakultäten wurden ordensfremde Lehrbereiche eingerichtet, ohne jedoch hierdurch den inneren wie äußeren Niedergang aufhalten zu können.
1773 wurde die Gesellschaft Jesu vom Papst aufgehoben. Die jesuitische theologische und philosophische Fakultät wurde ausgegliedert und bestand als Seminarium Clementinum einige Jahre weiter, der Lehrauftrag ging an die benediktinische Fakultät über. 1794 wurde Trier von französischen Revolutionstruppen besetzt. Die französische Verwaltung schloss am 6. April 1798 die Trierer Universität, ebenso wie Hochschulen von Köln und Mainz, aufgrund „politischer Unzuverlässigkeit“ der Lehrkörper.

### Gescheiterte Bemühungen vor 1970
Die im 19. Jahrhundert aufscheinenden Bemühungen, Trier für eine Universitätsgründung ins Spiel zu bringen, kamen über Gedankenspiele nicht hinaus. Das ausgesprochen schwierige Verhältnis der katholischen Bevölkerung gegenüber dem preußischen Staat erwies sich dabei zweifellos als erschwerender Faktor. Schließlich entpuppte sich die Geburtsstadt von Karl Marx in der 1848er Revolution als ein ausgesprochenes Konfliktzentrum, während sie in nachfolgender Zeit mit dem katholischen Ultramontanismus identifiziert und damit als potentiell staatsfeindlich angesehen wurde. Gegenüber den westlichen Provinzen betrachte die preußische Kultusverwaltung den Bedarf an akademischer Bildung seit der Einrichtung der Universität Bonn 1818 ohnehin als gedeckt.
Eine größere Publizität erlangten erst die Versuche kirchennaher Kreise in der Spätphase der Weimarer Republik, den nationalsozialistischen und säkularen Kräften in Stadt und Region eine erklärtermaßen „katholische Universität“ entgegenzusetzen. Diese Vision leitete auch einen Aktivstenkreis in Trier unmittelbar nach dem Zweiten Weltkrieg. Die Hoffnung auf Wiederherstellung der verloren geglaubten christlichen Bindungen verband sich mit der vielfach beschworenen Vokabel des "Abendlandes". Teils wurden in diesem Zusammenhang zwar auch sozialpolitische Vorstellungen laut, die im konservativen Milieu der Stadt aber nicht mehrheitsfähig waren. Federführend waren der Trierer Regierungspräsident Wilhelm Steinlein und sein rühriger Wirtschafts- und Kulturdezernent Aloys Ferry, ein promovierter Philosoph, der sozialkatholischen Idealen zuneigte.
Nachdem man in offener Konkurrenz zur im Mai 1946 eröffneten Universität Mainz alle Planungen für abgeschlossen erklärte, insbesondere bereits intensive Berufungsverhandlungen mit fast 200 akademischen Stellenbewerbern geführt hatte, versandeten die Ambitionen spätestens 1948. Ihr Scheitern erklärt sich durch die beschränkten Mittel des neu eingerichteten Bundeslandes Rheinland-Pfalz und die schweren Kriegszerstörungen in der Stadt, in der sich, anders als in Mainz, keine verfügbare bauliche Infrastruktur für eine Universität bot. Angesichts der Überdimensionierung der Pläne, die auf eine Volluniversität hinausliefen, war allerdings von Anfang an die durchaus realistische Chance auf eine kleinere Lösung verbaut. Die zu geringe, letztlich sogar ausgebliebene Unterstützung durch Stadt und Bistum war durch die ähnlich unsicheren Landesmittel nicht auszugleichen. Hinzu kam die mangelnde Bereitschaft der lokalen Akteure, sich mit den Spitzen der französischen Besatzungsverwaltung zu verständigen. Das galt insbesondere für die von Raymond Schmittlein geleitete, in Baden-Baden ansässige zentrale Kultusbehörde, die Education Publique. Stattdessen hatte man offenbar geglaubt, die eher passive als erklärte Unterstützung der örtlichen Kommandantur sei für die Verwirklichung der Universitätsplanungen ausreichend. Dies erwies sich u. a. aufgrund der Sensibilisierung der französischen Besatzungsverwaltung in der Entnazifizierungsproblematik als Trugschluss.

### Neugründung

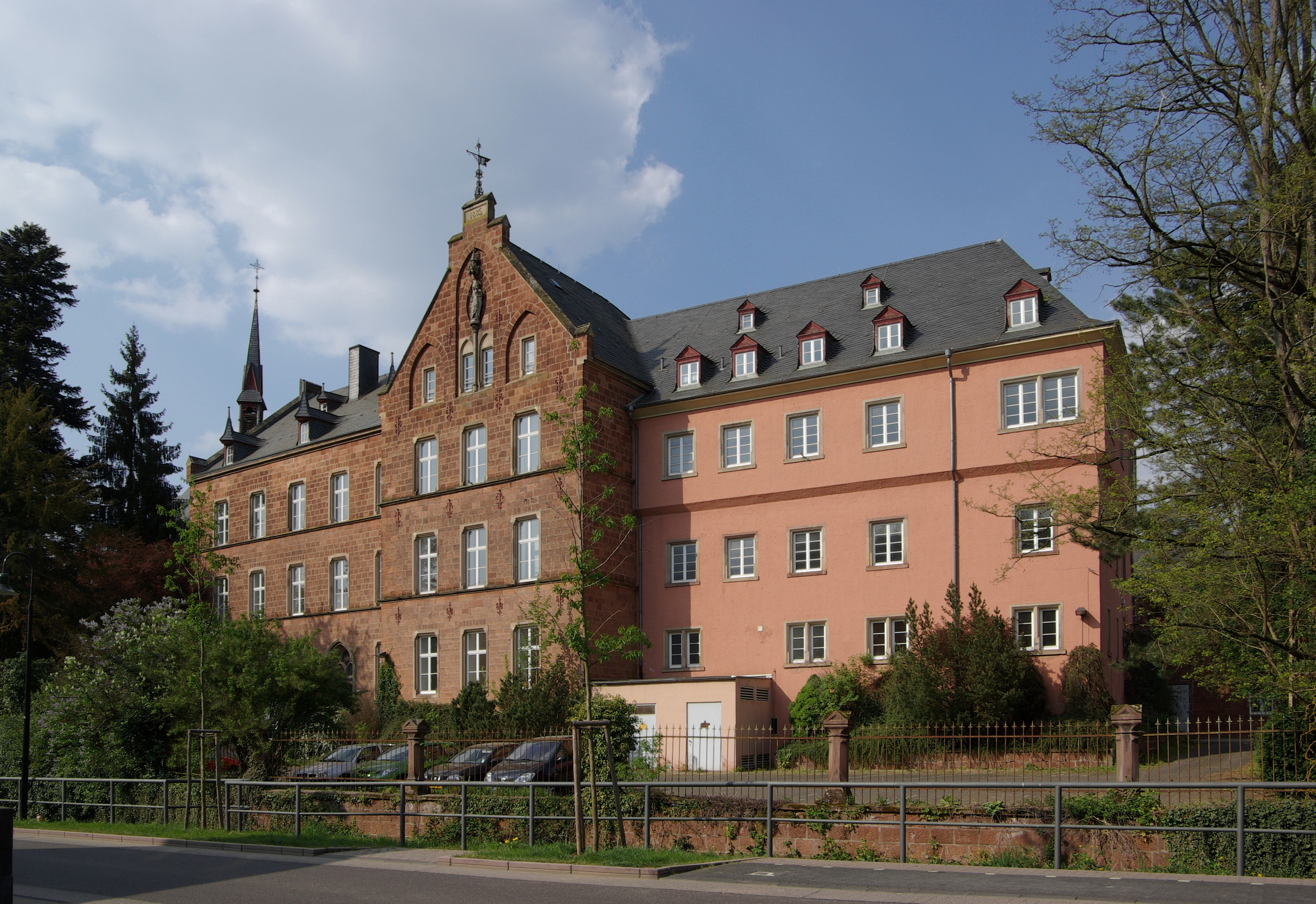
Die Universitätsverwaltung war mehrere Jahre im „Kloster Olewig“ untergebracht

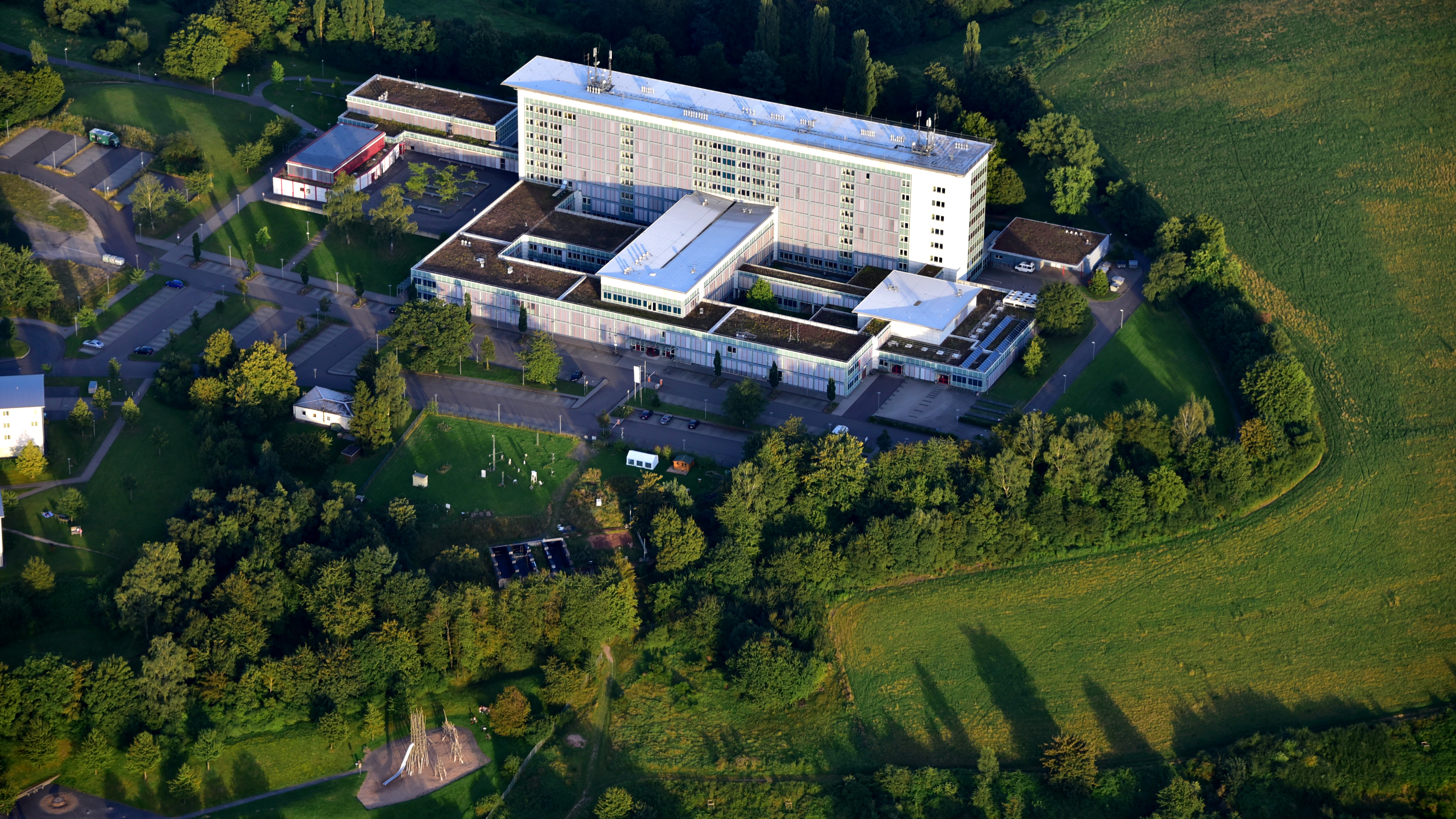
Universität Campus 2, Luftaufnahme (2016)

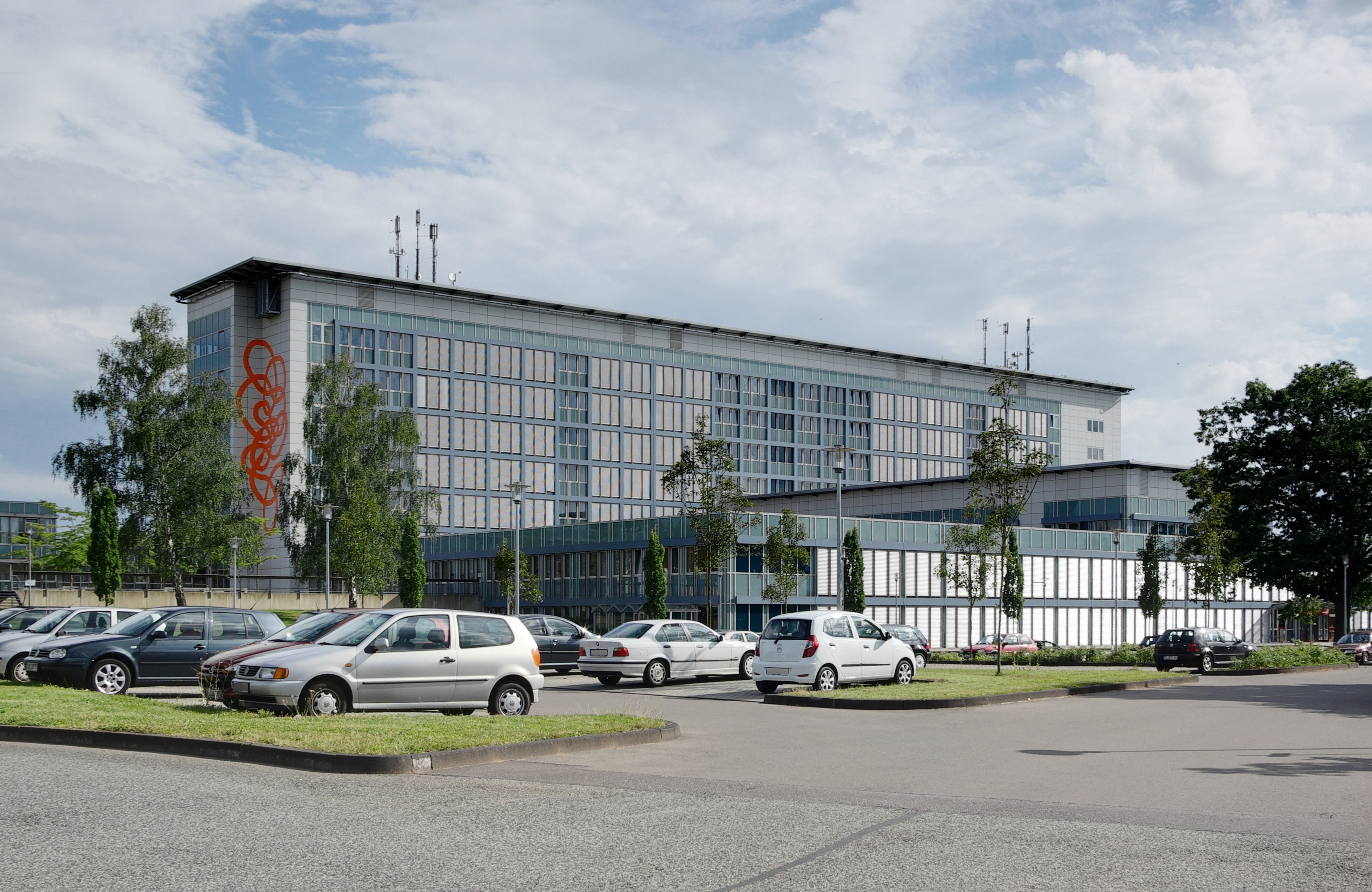
Universität Trier, Campus 2

1969 beschloss die Landesregierung von Rheinland-Pfalz, neben Mainz eine zweite Hochschule zu gründen. Bereits einen Monat nach dem Beschluss waren Trier und Kaiserslautern als Standorte ausgewählt. 1970 wurde die Doppeluniversität Trier-Kaiserslautern gegründet. Während Kaiserslautern sich auf Naturwissenschaften spezialisierte, wurde in Trier eine geisteswissenschaftliche Fakultät eingerichtet. Wie von Anfang an geplant, wurden die beiden Teiluniversitäten 1975 verselbstständigt, die Trennung zwischen technischen Studienmöglichkeiten in Kaiserslautern und geisteswissenschaftlichen in Trier blieb aber bestehen. Es wurde beschlossen, einen Universitätsneubau auf der Hochfläche bei Tarforst zu errichten. Bis zu dessen (Teil-)Fertigstellung fand daher der Unterricht auf der anderen Seite der Mosel in den Räumen der ehemaligen Pädagogischen Hochschule, dem heutigen Standort Schneidershof der Hochschule Trier statt.
Unter Leitung des Staatsbauamtes Trier-Nord wurde nach der Konzeption seiner beiden Leiter, Ludwig Weinspach (1932–1991) und Konrad Müller, der Campus Tarforst in drei Baustufen (1974–78, 1979–85, 1989–92) entworfen, geplant und realisiert. Nach Fertigstellung der ersten Gebäude 1977 erfolgte der Umzug mit zunächst zahlreichen Provisorien, wie etwa dem Mensabetrieb (bis 1987) im Untergeschoss des Bibliotheksgebäudes. In den folgenden Bauphasen wurden die weiteren Gebäude errichtet: bereits 1981 entstand das erste Studentenwohnheim, weitere Bauten für die verschiedenen Fachbereiche sowie für die Verwaltung folgten, seit 1988 verfügt die Universität über ein Audimax mit einem eigenen Mensabau. Mit der Fertigstellung eines Gebäudes zur Unterbringung von Forschungsgruppen (Drittmittelgebäude) 1991 sowie weiterer Fachbereichsgebäude und des Rechenzentrums konnte auch die Umsetzung des landschaftsarchitektonischen Konzepts in der Verbindung von Landschaft mit Architektur und Kunst abgeschlossen werden.

Nach dem Abzug der in Trier stationierten französischen Streitkräfte Mitte der 1990er Jahre begann die Entwicklung des Campus II (Lage). 1992 wurde das rund einen Kilometer vom Hauptcampus (Campus I) entfernte ehemalige Militärhospital André Genet vom Land gemietet und zunächst als Studierendenwohnheim genutzt. Nach dem Abschluss einer aufwendigen Sanierung durch das Staatsbauamt (bis Mitte 2007) und dem Bau des Wohnheims Petrisberg in unmittelbarer Nähe wird das Gebäude nun unter anderem von den Raum- und Umweltwissenschaften, den Informatikwissenschaften und dem Institut für Arbeitsrecht und Arbeitsbeziehungen in der Europäischen Union genutzt. Nach dem Umzug dieser Fächer zog auch die in einem ehemaligen Kloster provisorisch untergebrachte Universitätsverwaltung zurück auf den Hauptcampus.
Politisch linke Gruppen der Trierer Studentenschaft versuchen, die Universität nach dem in Trier geborenen Karl Marx in Karl-Marx-Universität Trier umbenennen zu lassen. Ein entsprechender Antrag scheiterte jedoch im Senat der Universität. Bei der konstituierenden Sitzung des 21. Deutschen Bundestages am 25. März 2025 plädierte auch Alterspräsident Gregor Gysi für die Benennung der Universität Trier nach Karl Marx. Die Trierer Bundestagsabgeordnete Verena Hubertz kommentierte Gysis Vorschlag daraufhin mit „Das wäre doch mal was“. Gysi hatte bereits wenige Tage im Voraus bei einem Auftritt in der Europahalle Trier sowie sieben Jahre zuvor anlässlich des 200. Geburtstages von Karl Marx in einem Interview mit dem Trierischen Volksfreund für die Namensänderung geworben.

Universität Trier, Campus I (Nordansicht)

Universität Trier, Campus I (Südansicht)

### Siegel

Universitätssiegel von 1474

Das Siegel der alten Universität Trier von 1474, das auch heute noch verwendet wird, trägt den lateinischen Wahlspruch Treveris ex urbe deus complet dona sophiae (In der Stadt Trier führt Gott die Gaben der Weisheit zur Vollendung). Es zeigt den Apostel Paulus, den Schutzpatron vieler Universitäten, zwischen den Kirchenlehrern Ambrosius und Augustinus. Unter ihnen steht auf einem Band S. almi studii treverensis (Siegel des hohen Studiums in Trier).
Links und rechts befinden sich Schilde mit den Wappen der Stadt Trier und des Erzbischofs Johann II. von Baden, der während der Gründung Kurfürst von Trier war.
Das Siegel wird auf Urkunden und Zeugnissen eingesetzt.

### Logo

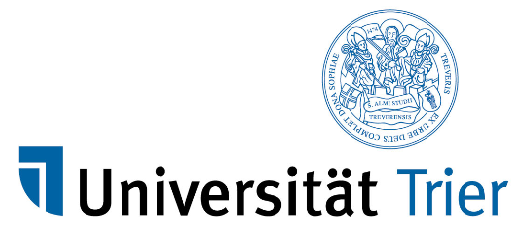
2000 bis 2021
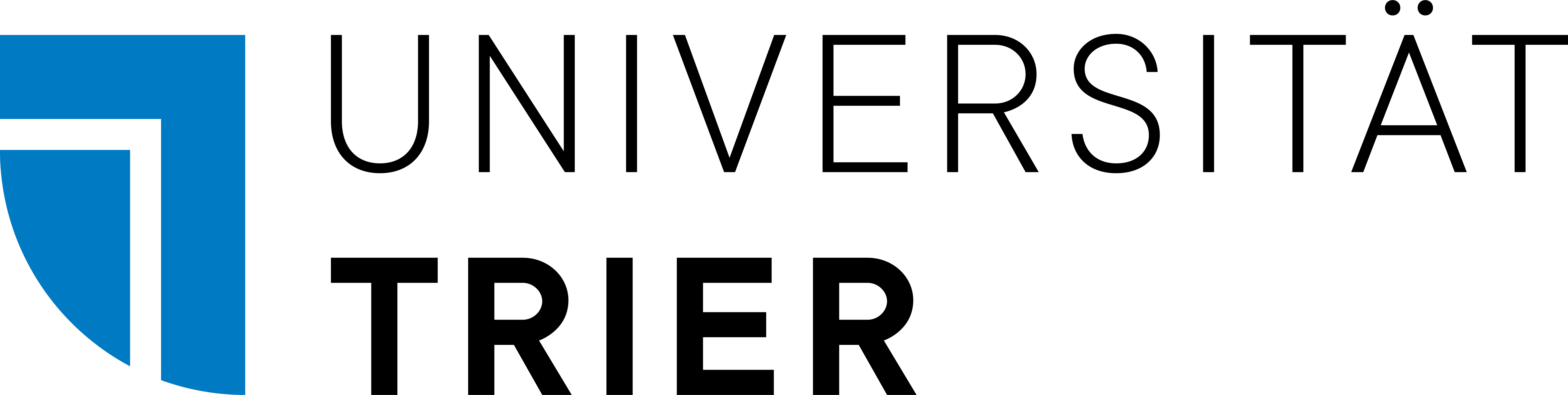
Seit 2021

### Bologna-Prozess
Die Umstellung der angebotenen Studiengänge an der Universität Trier im Zuge des europäischen Bologna-Prozesses wurde im Jahre 2007 vollzogen. Dabei wurde zuerst der Fachbereich IV, das heißt die wirtschaftswissenschaftlichen Studiengänge, auf den internationalen Abschluss des Bachelors umgestellt. In den folgenden Jahren wurden weitere Studiengänge, u. a. die Lehramtsstudiengänge, den europäischen Richtlinien angepasst. Bereits im Mai 2010 konnte die Universität Trier ihren ersten Bachelorabsolventen präsentieren. Im Winter des Jahres 2010 begannen die ersten Masterstudiengänge an der Universität.

### Präsidenten
- 1975–1987: Arnd Morkel (1928–2020)
- 1987–1995: Jörg Hasler (* 1935)
- 1995–1999: Rainer Hettich (1941–2000)
- 2000–2011: Peter Schwenkmezger (1946–2018)
- 2011–2023: Michael Jäckel (* 1959)
- seit 1. September 2023: Eva Martha Eckkrammer  (* 1968)

## Lage
Die Universität liegt auf einem Plateau rund 150 Höhenmeter oberhalb der Innenstadt größtenteils im Stadtteil Trier-Tarforst. Zum Universitätsgelände des Campus I gehören ausgedehnte Park- und Grünanlagen mit Spazierwegen, Teichen, landschaftlichen Skulpturen und Plastiken. Der Campus II liegt im benachbarten Stadtteil Trier-Kürenz, in direkter Nachbarschaft zum Gelände der Trierer Landesgartenschau 2004.

### Architektur

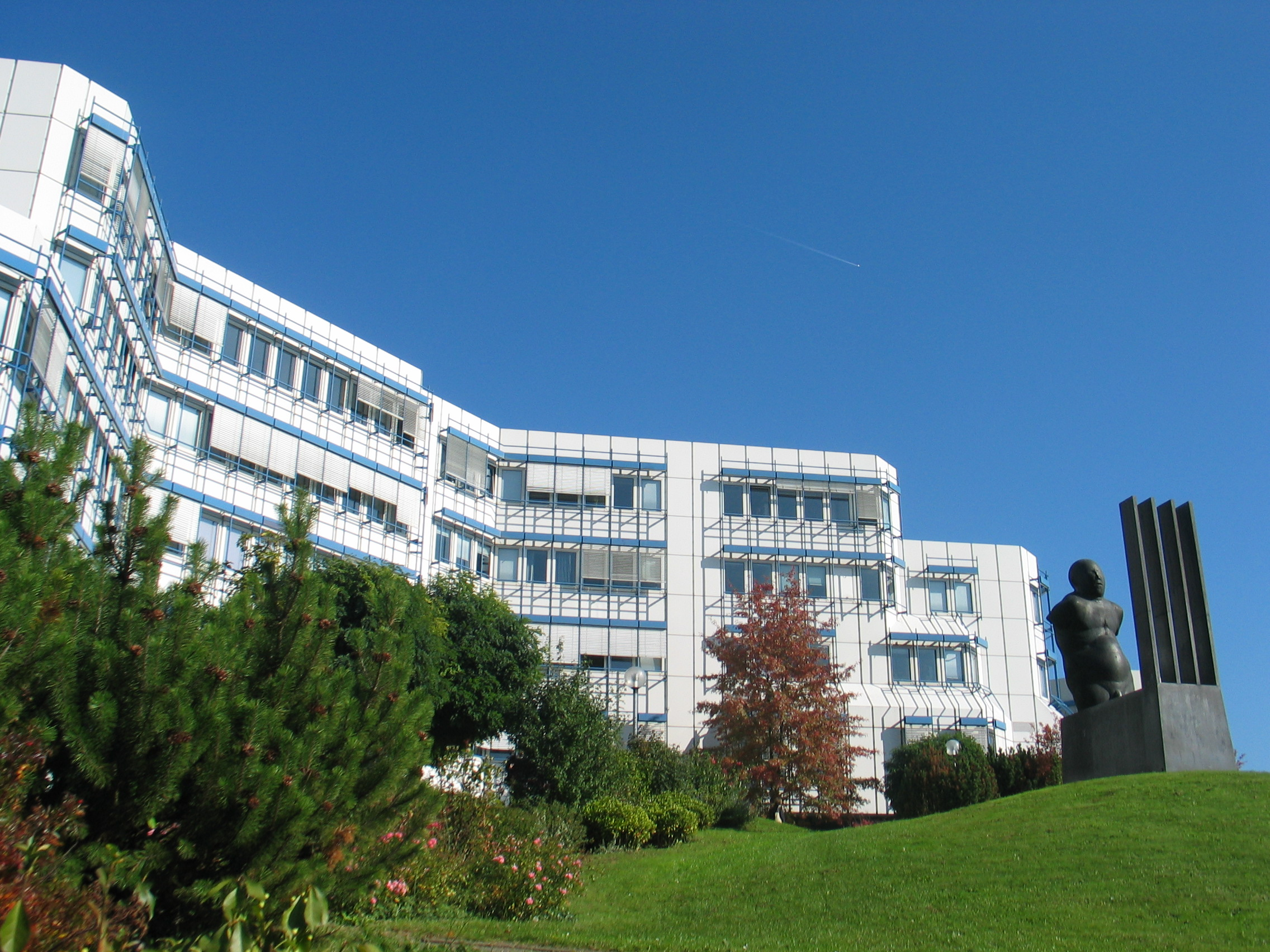
Laokoon 86 – Torso vor Raster.

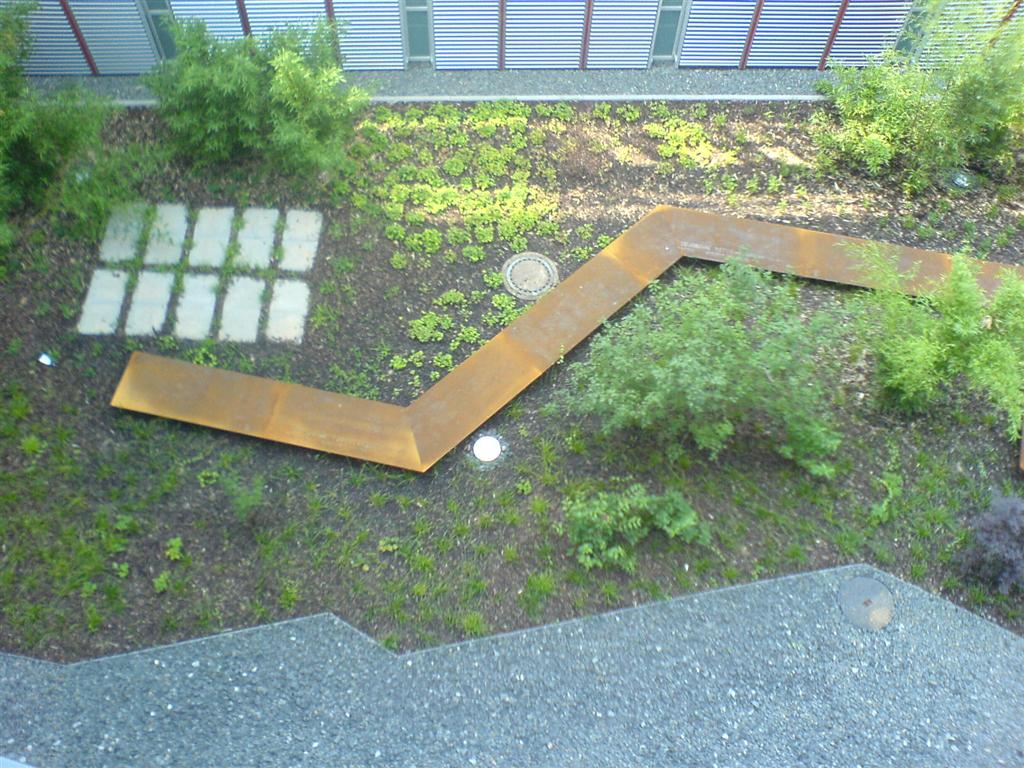
Innenhof Geozentrum (Campus II)

Der Architektur der Universitätsgebäude liegt die Idee einer gestalterischen Verbindung von Landschaft, Kunst und moderner, konstruktiver Bauform zugrunde. Das Zentrum des Campus I bildet die Universitätsbibliothek mit dem offenen Forum zwischen A/B-Hauptgebäude (Geisteswissenschaften), dem Mensa-Audimax-Komplex und dem C-Gebäude (Jura und Sozial- und Wirtschaftswissenschaften). Optisch eröffnen die großflächigen Glasfassaden der Bibliothek Sichtachsen zwischen dem Bibliotheksraum über das Forum hinweg zur weiten Aussicht über die Landschaft des Universitätsparks und zum Campus II. Funktional ist die zentral gelegene Bibliothek durch gläserne Übergänge mit fast allen anderen Fachbereichsgebäuden verbunden, von denen sie so intern erreichbar ist, da Institutsbibliotheken einzelner Fächer nicht vorgesehen sind. Im Jahr 2013 wurde das Universitätsgelände vom Bund Deutscher Landschaftsarchitekten als einer von 100 besonderen Orten in Deutschland ausgezeichnet.

### Kunst und Landschaft
Dem universitären Planungskonzept von Architektur–Kunst–Landschaft entsprechend finden sich auf dem Campus der Universität einzelne landschaftliche Skulpturen und mehrere Plastiken, die als Kunst am Bau finanziert wurden:
- Weg der Monolithe/Straße der Steine vom Team Kubach-Wilmsen (1984)
- Kaskadentreppe/Kugel, Scheibe, Halbkugel von Hubert Benatzky (1988)
- Bronzekopf I und II von E.O.K. Simon
- Signal von Manfred Freitag (1977)
- Laokoon 86 – Torso vor Raster. von Waldemar Otto (1987)
- Mutant von Johannes Metten (1991)
- Paar von Michael Schoenholtz (1991)
- Vordenkersäule von Eberhard Linke (1991)
- Zeichen in der Landschaft von Christoph Mancke (1991)
- Kringel von Christiane Schlosser (2007)

### Auslandsbeziehungen
Die Universität Trier unterhält zahlreiche Austauschprogramme mit ausländischen Partneruniversitäten, unter denen der Austausch mit den europäischen Universitäten besonders intensiv ist. Partneruniversitäten sind u. a. das Jesus College (Oxford) in Großbritannien und die Schlesische Universität in Katowice. Weitere befinden sich u. a. in Belgien (Namur, Lüttich), Frankreich (Paris, Lyon, Bordeaux, Strasbourg, Nancy),Großbritannien (Aberdeen, Lancaster), Italien (Florenz, Bologna), Lettland (Riga), den Niederlanden (Maastricht), Portugal (Lissabon), Schweden (Stockholm, Karlstad, Lund, Sundsvall), Spanien (Madrid, Valencia), Griechenland (Thessaloniki) und der Türkei (Istanbul).
Die außereuropäischen Kontakte der Universität sind zahlreich.

Austauschprogramme und Stipendien gibt es für die USA mit der Clark University (Worcester, Massachusetts), der Hamline University (Saint Paul, Minnesota) sowie der Georgetown University (Washington, D.C.). Weiterhin bestehen Kontakte in die US-Staaten Massachusetts, North Carolina, Oregon, South Carolina, Texas, Washington, D.C., sowie nach Kanada (Manitoba) und Mexiko (Guanajuato, Monterrey). In Südamerika werden u. a. Kontakte nach Brasilien (Recife) und Argentinien gepflegt.

Durch den Ostasienschwerpunkt der Universität werden auch die Kontakte zu zahlreichen asiatischen Universitäten intensiviert, so vor allem nach China (Xiamen), Japan und Korea.

Weiterhin gibt es Austauschprogramme u. a. mit Palästina (Nablus) oder Australien.

### Verkehrsanbindung
Die Universität und die Höhenstadtteile sind über drei Verkehrsadern an die Innenstadt angebunden. Zum einen im Süden, vorbei am Stadtteil Olewig in Richtung Kaiserthermen / Südallee, zum anderen im Norden, durch das Avelertal und Alt-Kürenz, Richtung Hauptbahnhof und Porta Nigra, sowie über den Petrisberg. Tagsüber wird mit den Linien 3 und 13 ein 5-Minuten-Takt zwischen Innenstadt und Universität über das Avelertal, mit den Linien 6 und 16 ein 10-Minuten-Takt über Olewig angeboten. Zusätzlich verkehren die Linien 4 und 30, die Linie 4 bedient dabei als einzige Linie auch den Uni-Campus 2. Früh morgens, abends sowie an Wochenenden wird die Universität mit den Linien 81 (über Olewig) und 83 (über das Avelertal) im 15 bzw. 30-Minuten-Takt erschlossen, die letzten Busse fahren teilweise um drei Uhr nachts ab.
Mit dem Semesterbeitrag (Wintersemester 2024: 343,40 Euro) werden auch pauschal die Kosten für das Deutschlandsemesterticket abgegolten. Das Semesterticket kann in der „Portazon-App“ angezeigt werden. Studierende müssen sich für die Nutzung zusätzlich mit ihrem Studierendenausweis „TUNIKA“ und Personalausweis ausweisen.

## Gliederung

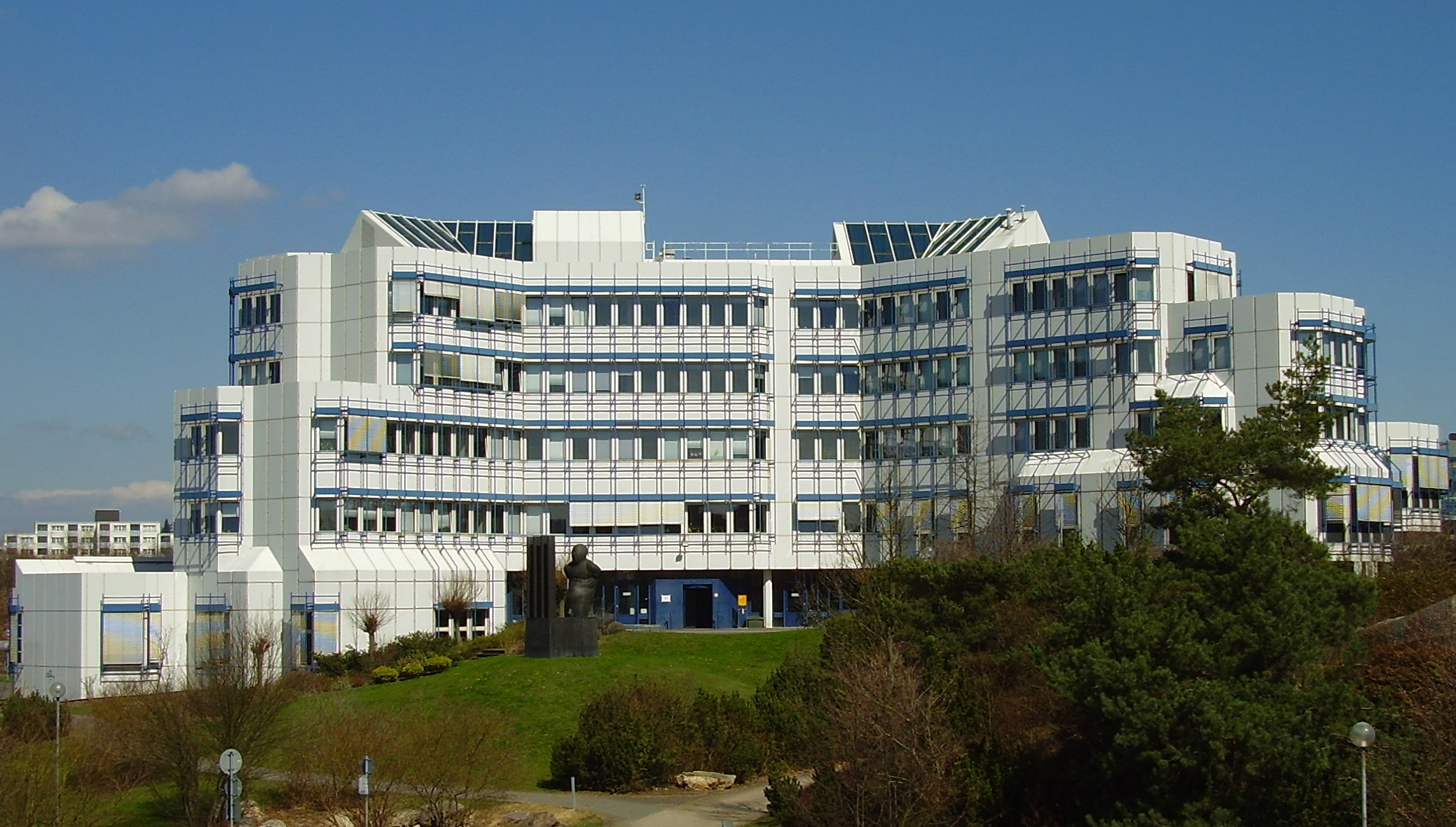
Fachbereichsgebäude D (Psychologie)

### Fachbereiche und Fächer
Die Universität besteht aus sechs Fachbereichen, denen jeweils ein Dekan vorsteht. Die Nummerierung erfolgte in der Reihenfolge der Entstehung (Zahlen vom Stand WS 2019/20).
- FB I – Erziehungswissenschaft, Philosophie, Psychologie, Pflegewissenschaft (2.797 Studierende, 22,8 %)
- FB II – Anglistik, Computerlinguistik und Digital Humanities, Germanistik, Japanologie, Klassische Philologie, Medienwissenschaft, Phonetik, Romanistik, Sinologie, Slavistik (2.280 Studierende, 18,5 %)
- FB III –  Geschichte, Politikwissenschaft, Kunstgeschichte, Klassische Archäologie, Ägyptologie, Papyrologie (1.151 Studierende, 9,4 %)
- FB IV – BWL, VWL, Soziologie, Mathematik, Informatik, Wirtschaftsinformatik (2.625 Studierende, 21,4 %)
- FB V – Rechtswissenschaft (1.900 Studierende, 15,5 %)
- FB VI – Raum- und Umweltwissenschaften (Geographie und Geowissenschaften) (1.178 Studierende, 9,6 %)

Insbesondere im Bereich der Wirtschafts- und Sozialwissenschaften sind die Zahlen deutlich zurückgegangen (2015: 2.788; 2019: 1.990), während sie im Fach Psychologie steigen (2015: 1.144; 2019: 1.544).

### Theologische Fakultät
Die Theologische Fakultät ist eine eigenständige Bildungseinrichtung des Bistums Trier. Ihr Leiter, der Großkanzler (Magnus Cancellarius), ist der Bischof von Trier. Die Fakultät war ursprünglich Teil der Universität und wurde 1798 mit ihr zusammen aufgelöst und 1950 neu gegründet. Seit der Neugründung der Universität besteht ein Kooperationsvertrag zwischen dem Bistum und dem Land Rheinland-Pfalz, der eine Teilnahme an den Lehrveranstaltungen der jeweils anderen Einrichtung ohne Zweitimmatrikulation erlaubt. Studenten der Fakultät können alle Einrichtungen der Universität, wie zum Beispiel das Rechenzentrum und die Bibliothek, nutzen.
Seit 1992 ist die Fakultät mit ihren rund 300 Studenten im E-Gebäude auf Campus I untergebracht, hält aber noch Veranstaltungen in ihren alten Räumen in der Innenstadt ab.

### Universitätsbibliothek

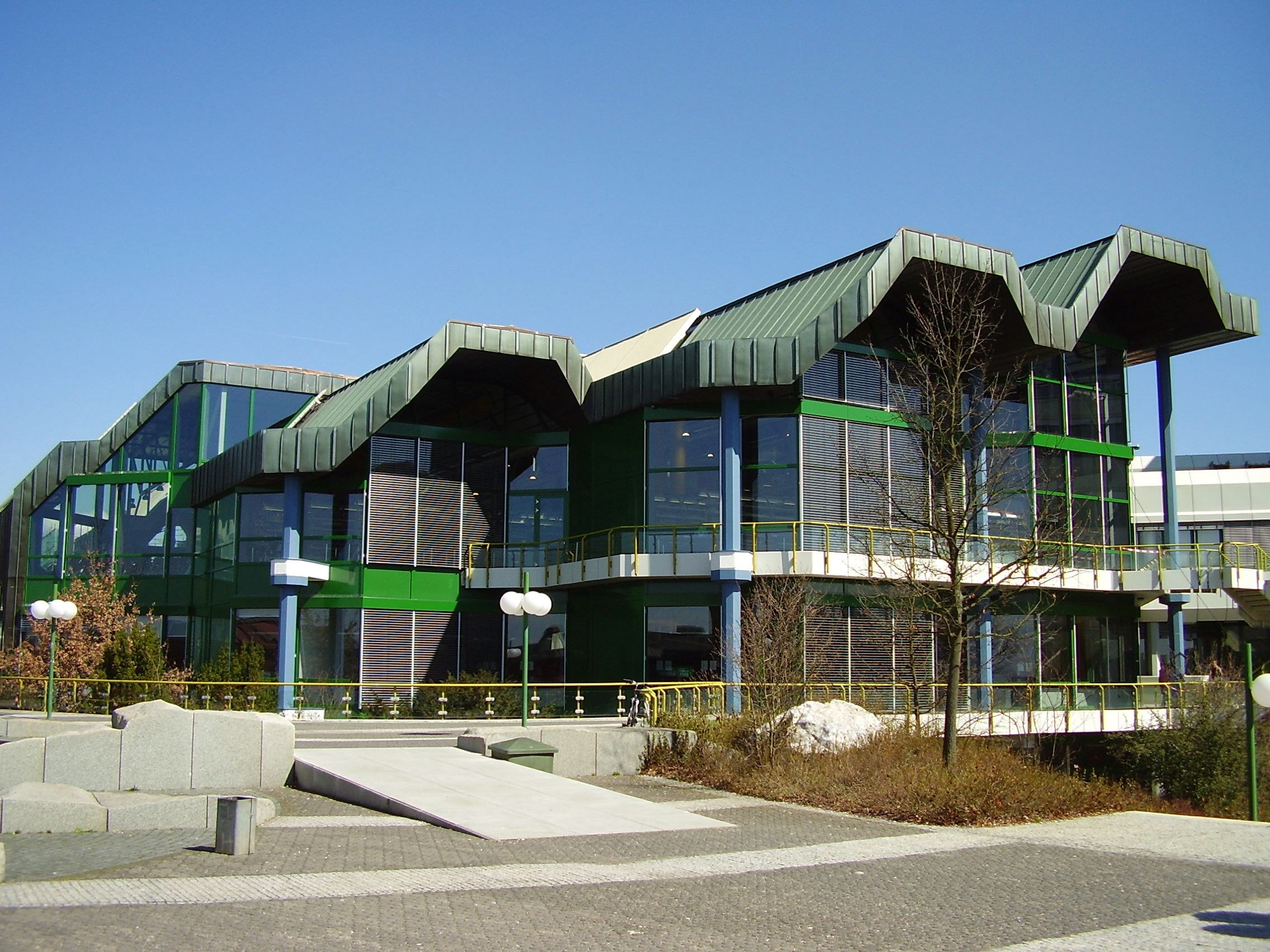
Die Universitätsbibliothek Trier

Im Gegensatz zu vielen anderen Universitäten werden die Buchbestände an der Universität Trier nicht in einzelnen Institutsbibliotheken verwaltet, sondern in der zentral gelegenen Universitätsbibliothek Trier. Das aus drei Ebenen bestehende Gebäude ist über geschlossene Fußgängerbrücken mit den Fachlesesälen verbunden, die sich in den benachbarten anderen Gebäuden am Campus I befinden. Das so entstandene Raumnetz wurde ab 1973 geplant und in mehreren Baustufen bis 1992 fertiggestellt. 2006 wurde ein weiterer Lesesaal auf Campus II eröffnet, der jedoch nicht Teil dieses zusammenhängenden Raumnetzes ist. Mit dem 2021 eingeweihten BibTop wurde die Bibliothekszentrale um ein Stockwerk erweitert. Die Lernlandschaft verbindet modern ausgestattete Gruppenarbeitsräume mit einem Loungebereich, der den Bibliotheksnutzenden Raum zur Begegnung in den Arbeitspausen bietet. Darüber hinaus bestehen Sondersammlungen, die zwar über die Universitätsbibliothek verwaltet werden, jedoch als externe Bestände einzelnen Forschungseinrichtungen unmittelbar zur Verfügung stehen und nicht entliehen werden können, so etwa die Bestände der Bibliothek des Arye-Maimon-Instituts im Drittmittelgebäude auf Campus I.
Gesammelt werden vor allem wissenschaftliche Werke mit Schwerpunkt auf den in Trier unterrichteten Fächern. Im Jahr 2023 verfügte die Bibliothek über 2.726.395 Medien, davon rund 1,4 Millionen gedruckte Monographien, etwa 350.000 Bände Zeitschriften und über 800.000 E-Books. Eine Besonderheit bilden die 1100 Papyri bzw. Papyrusfragmente und eine Sammlung japanischer und chinesischer Holzschnitte. Der laufende Etat liegt bei rund 1,5 Millionen Euro.

### Einrichtungen
Die Verwaltung der Universität ist auf dem Campus angesiedelt (V-Gebäude), dort befinden sich unter anderem das Studierendensekretariat, das Akademische Auslandsamt und das BAFöG-Amt. Die Universität verfügt über einen Uni-Kindergarten. Zum Universitätsgelände gehören mehrere größere Parkplätze, ein Fußballplatz, eine Sporthalle inklusive zugehöriger Tennis- und Basketballplätze und Laufwege sowie ein für studentische Zwecke reserviertes Haus. Auf dem nahen Gelände der Landesgartenschau (2004) finden sich ein weiterer Fußballplatz und mehrere Beachvolleyballfelder.

## Universitätshaushalt
Im Jahr 2009 betrug das Budget der Universität laut Landeshaushalt 102.328.500 Euro. Die Zuwendungen des Landes betrugen dabei insgesamt 85.678.700 Euro, die eigenen Einnahmen beliefen sich auf 2.045.800 Euro. Aus dem Studierendenbeitrag resultierten 2 Mio. Euro. Die Drittmittel umfassten insgesamt 12.514.000 Euro.

## Studierendenschaft

### Wohnheime

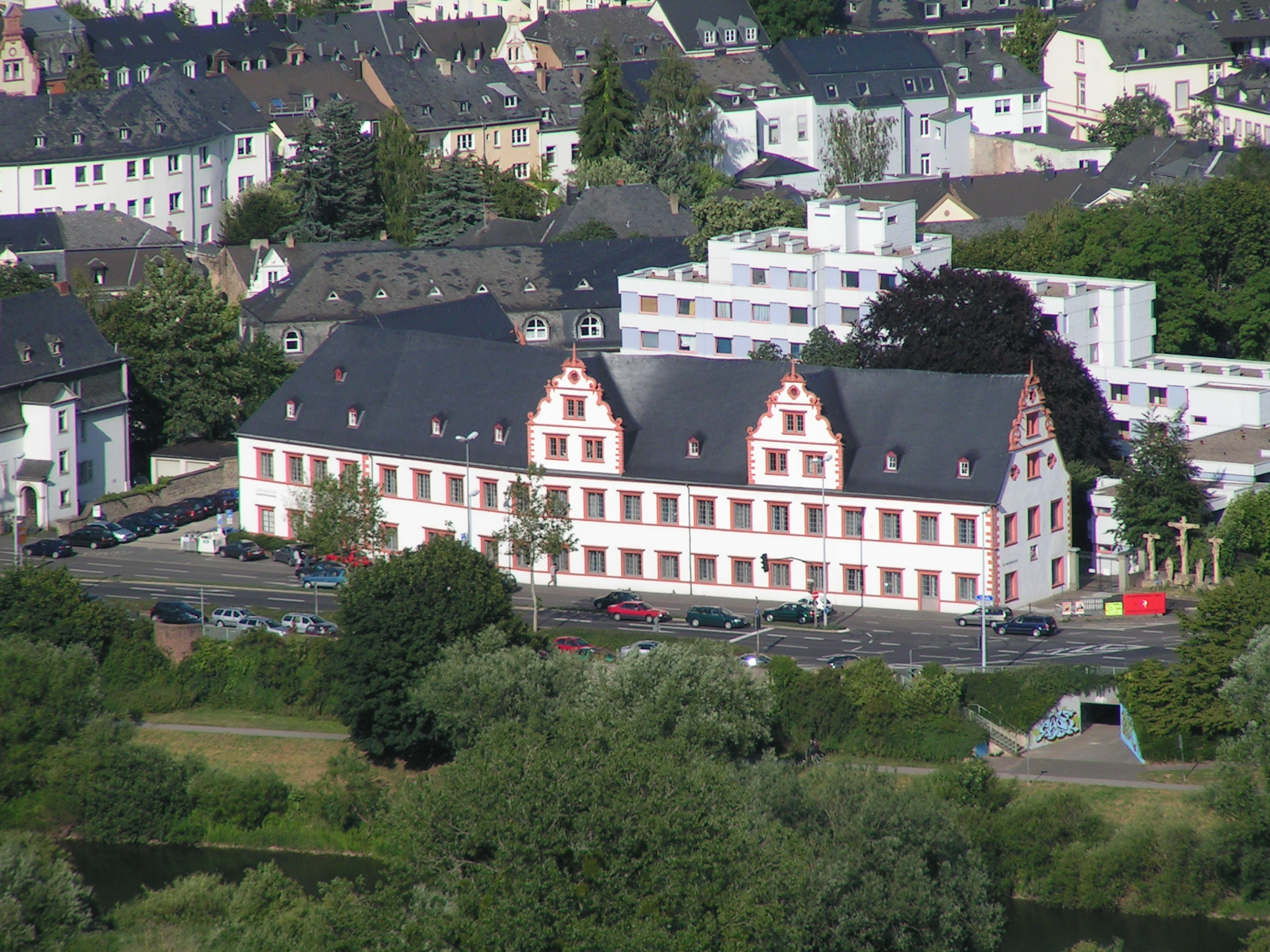
Studentenwohnheim Martinskloster

Der größte Teil der Studierendenwohnheime werden vom Studierendenwerk Trier verwaltet und stehen damit Studierenden der Universität und Hochschule gleichermaßen zur Verfügung. Derzeit verwaltet das Studierendenwerk fünf Wohnanlagen. Auf dem Campus oder in der Nähe der Universität befinden sich davon vier (Tarforst, Petrisberg, Kleeburger Weg, Olewig). Eine neu erbaute Wohnanlage „Enercase“ mit 84 Appartements erhielt das Gütesiegel „Fledermäuse Willkommen!“ des Naturschutzbund Deutschland.
Außerhalb des Campus liegt das Wohnheim Martinskloster (am Moselufer), in welchem überwiegend Studierende der Hochschule wohnen.
Daneben gibt es Studierendenwohnheime von kirchlichen (Cusanushaus) und privaten Trägern.

### Studierendenzahlen
Die Zahl der Studierenden ist seit der Universitätsneugründung bis zu ihrem Höchststand im Wintersemester 2011/12 kontinuierlich gewachsen. Seitdem sinken die Studierendenzahlen. Dieser allgemeine Trend betrifft auch andere Universitäten in Rheinland-Pfalz.
Der Großteil der Studierenden kommt laut Heimatanschrift aus Rheinland-Pfalz (53,3 %) und den benachbarten Bundesländern Nordrhein-Westfalen (14,1 %) und dem Saarland (13,7 %). Insgesamt 9,5 % kommen laut Heimatanschrift aus dem Ausland, wobei das größte Kontingent aus dem Nachbarland Luxemburg stammt. Der Ausländeranteil beträgt 11,6 %. Statistisch wird nicht erfasst, ob es sich dabei tatsächlich um Bildungsausländer handelt, d. h. um ausländische Studierende, die die Hochschulreife im Ausland erworben haben, oder Bildungsinländer mit ausländischem Pass.

Entwicklung der Studierendenzahlen seit 2000

| Semester   | Studierende |
| ---------- | ----------- |
| WS 1970/71 | 356         |
| WS 1980/81 | 4.234       |
| WS 1985/86 | 7.244       |
| WS 1990/91 | 9.770       |
| WS 1995/96 | 11.564      |
| WS 2000/01 | 11.337      |
| WS 2001/02 | 11.867      |
| WS 2002/03 | 12.660      |
| WS 2003/04 | 13.082      |

| Semester   | Studierende |
| ---------- | ----------- |
| WS 2004/05 | 13.327      |
| WS 2005/06 | 13.755      |
| WS 2006/07 | 13.932      |
| WS 2007/08 | 13.982      |
| WS 2008/09 | 14.639      |
| WS 2009/10 | 14.612      |
| WS 2010/11 | 14.935      |
| WS 2011/12 | 15.260      |
| WS 2012/13 | 15.165      |

| Semester   | Studierende |
| ---------- | ----------- |
| WS 2013/14 | 14.909      |
| WS 2014/15 | 14.484      |
| WS 2015/16 | 13.751      |
| WS 2016/17 | 13.331      |
| WS 2017/18 | 12.827      |
| WS 2018/19 | 12.594      |
| WS 2019/20 | 12.293      |
| WS 2020/21 | 11.960      |
| WS 2021/22 | 11.614      |

### Studentische Selbstverwaltung und verfasste Studierendenschaft
Studierenden Parlament (StuPa)
Alljährlich im Wintersemester sind die Studierenden der Universität aufgerufen, ihr Studierendenparlament zu wählen. Die Wahlbeteiligung lag bei der Wahl 23/24 zuletzt bei 8,2 %.
Die im StuPa vertretenen Listen (Politische Hochschulgruppen) sind:
- Linke Liste (8 Sitze)
- Campus Grün (7 Sitze)
- JUSO Hochschulgruppe (7 Sitze)
- Ring Christlich Demokratischer Studenten (2 Sitze)
- Liberale Hochschulgruppe (1 Sitz)

Insgesamt sind im StuPa, vorbehaltlich von Überhangmandaten, 25 Sitze zu vergeben.
Allgemeiner Studierendenausschuss (AStA)
Der AStA ist das Exekutivorgan der Studierendenschaft. Er wird vom StuPa gewählt und ist ihm Rechenschaft schuldig.

### Fachschaften
Zurzeit gibt es an der Universität Trier über 20 verschiedene Fachschaften:
- FS Erziehungswissenschaft
- FS Lehramt
- FS Psychologie
- FS Philosophie
- FS Klassische Philologie
- FS CoDiPho (Computerlinguistik, Digital Humanities und Phonetik)
- FS Anglistik
- FS Japanologie
- FS Sinologie
- FS Romanistik
- FS Germanistik
- FS Medienwissenschaft
- FS FB III (Geschichte und Politikwissenschaft)
- FS Klassische Altertumswissenschaften
- FS Kunstgeschichte
- FS Mathematik
- FS Informatik
- FS Wirtschaftsinformatik
- FS WiSo (BWL und VWL)
- FS SoWiSo (Soziologie und Sozialwissenschaften)
- FS Jura
- FS Fachbereich VI - Geo/Bio

Die Fachschaften schließen sich zum Autonomen Fachschaftentreffen (AFaT) zusammen und haben als solches den Arbeitskreis Erstsemesterarbeit (AK-ESA) und den Arbeitskreis Lehramt (AK-L) initiiert. Der AK-L wurde im WS 2006/07 in eine Fachschaft umgewandelt. Der AK-ESA wurde vorübergehend aufgelöst, da dessen Aufgaben mittlerweile größtenteils von den Fachschaften selbst übernommen wurden. Im SoSe 2015 wurde er auf Bestreben des AStA neu gegründet und erneut an das AFaT angegliedert um die Erstsemesterarbeit zwischen Fachschaften und AStA besser zu koordinieren.
Als Teil der Verfassten Studierendenschaft erhalten die Fachschaften jährlich im Haushalt festgesetzte Zuwendungen (derzeit 16.000 €). Sie agieren weitgehend autonom und unterstehen der Finanzaufsicht des AStA.

### Studentische Initiativen
Bundesweite Studierendenorganisationen
- AIESEC (Association Internationale des Etudiants en Sciences Economiques et Commerciales)
- AEGEE (Association des Etats Généraux des Etudiants de l’Europe)
- BAS (Bundesverband ausländischer Studierender)
- ELSA (The European Law Students’ Association)

Hochschulgruppen ausländischer Studierender
- Chinesische Hochschulgruppe (HSC)
- Koreanische Gesellschaft
- Lëtzebuerger Studenten zu Tréier a.s.b.l.
- Polish Student Association Trier (PSAT)
- Afrika Fokus
- Studentenvereinigung der Russischsprechenden Studierenden (SRS)
- Türkisch-Deutsche Hochschulgruppe Uni Trier (TD-HSG)

Religiöse HSG
- Christliche Hochschulgruppe (CHG)
- Evangelische Studentinnen- und Studentengemeinde (ESG)
- Katholische Hochschulgemeinde (KHG)

Studentische Verbindungen
- K.D.St.V. Churtrier (CV)
- K.St.V. Egbert (KV)
- Trierer Burschenschaft Germania (DB)
- K.D.B. Moselfranken (RKDB)
- Corps Marchia Brünn (KSCV)
- W.K.St.V. Unitas Trebeta (UV)

Weitere Hochschulgruppen
- AG Haushalts- und Finanzpolitik
- Collegium Musicum (Chor und Orchester)
- Contact & Cooperation Trier – Studierende in Zusammenarbeit mit Unternehmen e. V.
- Förderkreis für Internationale Beziehungen / Entwicklungsländer (FIBEL)
- fremdsprachliche Theatergruppen
- Hochschulgruppe Osteuropadialog
- Internationales Zentrum e. V.
- JEF – Junge Europäische Föderalisten
- Theatergruppe Kreuz& Quer
- TriMUN – Trierer Model United Nations
- TrUNews – Das freie Nachrichtenportal für die Universität Trier
- HSG Rugby
- UNIdotCOM
- Studierendenzeitung Universum Trier

## Forschungsumfeld

### Arbeitsstellen
- Arbeitsstelle "Corpus der Quellen zur mittelalterlichen Geschichte der Juden im Reichsgebiet"
- Arbeitsstelle "Mittelhochdeutsches Wörterbuch" (MWB)

### Institute und Zentren
- America Romana Centrum (ARC)
- Arye-Maimon-Institut für Geschichte der Juden
- Centrum für Postcolonial und Gender Studies (CePoG)
- Cultural Heritage Studies Trier (CHeST)
- Emil-Frank-Institut
- Europäisches Zentrum für Psychotherapie und Psychotherapieforschung (EZPP)
- Forschungsinstitut für Psychobiologie
- Forschungsstelle für Deutsches, Europäisches und Internationales Korruptions-Strafrecht (FoKoS)
- Forschungsstelle für Sprachen und Literaturen Luxemburgs
- Forschungsstelle Italienzentrum Trier (IZT)
- Forschungszentrum Europa – Strukturen langer Dauer und Gegenwartsprobleme (FZE)
- Forschungszentrum Griechisch-Römisches Ägypten
- Forschungszentrum Mittelstand
- Institut für Arbeitsrecht und Arbeitsbeziehungen in der Europäischen Union (IAAEU)
- Institut für BioGeoAnalytik, Umweltproben- und Biobanken (IBU)
- Institute for Cognitive and Affective Neuroscience @ Trier University (ICAN)
- Institut für Cusanusforschung
- Institut für Deutsches und Europäisches Wasserwirtschaftsrecht
- Institut für Europäisches Verfassungsrecht (IEVR)
- Institut für Rechtspolitik an der Universität Trier (IRP)
- Institut für Recht und Digitalisierung Trier (IRDT)
- Internationales Health Care Management Institut (IHCI)
- Kant-Forschungsstelle
- Kompetenzzentrum – Trier Center for Digital Humanities (TCDH)
- Philosophisches Forschungsinstitut für Medien und Kultur
- Poliklinische Psychotherapieambulanz für Ausbildung, Lehre und Forschung (PALF)
- Psychotherapieambulanz für Kinder und Jugendliche
- (Research) Institute for Applied Geoinformatics (R)IAG - Institut für Angewandte Geoinformatik (RIAG)
- Research Institute for Official and Survey Statistics (RIFOSS)
- Rheinland-pfälzisches Zentrum für Insolvenzrecht und Sanierungspraxis (ZEFIS)
- Transferstelle für Phonetik, Sprachverarbeitung und Akustische Mustererkennung (PHONAM)
- Trier Center for Language and Communication (TCLC)
- Trier Centre for Sustainable Systems (TriCSS)
- Trierer Centrum für Amerikastudien (TCAS)
- Trierer Institut für Demokratie- und Parteienforschung (TIDUP)
- Trierer Institut zur Erforschung des Transfers von Menschen, Gütern und Ideen von der Antike bis zur Gegenwart (TRANSMARE)[26]
- Trierer Kolleg für Mittelalter und Frühe Neuzeit (TriKo)
- Trierer Zentrum für Mediävistik (TZM)
- Zentrum für Altertumswissenschaften (ZAT)
- Zentrum für Europäische Studien (ZES)
- Zentrum für Gesundheitsökonomie
- Zentrum für Kanada-Studien (ZKS)
- Zentrum für Lehrerbildung (ZfL)
- Zentrum für Ostasien-Pazifik-Studien (ZOPS)
- Leibniz-Institut für Psychologie (ZPID)

### Graduiertenkollegs
- DFG-Graduiertenkolleg „Algorithmische Optimierung (ALOP)“
- DFG-Graduiertenkolleg „Diversity: Mediating Difference in Transcultural Spaces“ (International Research Training Group 1864)

### DFG-Sonderforschungsbereiche
- SFB 235 Zwischen Maas und Rhein (1987–2002)
- SFB 522 Umwelt und Region (1999–2002)
- SFB 600 Fremdheit und Armut (2000–2012)

### Forschungsgruppen
- DFG-Forschungsgruppe 2539 „Resilienz - Gesellschaftliche Umbruchphasen im Dialog zwischen Mediävistik und Soziologie“
- DFG-Forschungsgruppe 2559 „Sektorenübergreifendes kleinräumiges Mikrosimulationsmodell (MikroSim)“
- DFG-Forschungsgruppe 2790 „Merkmalsintegration und -abruf in der Handlungssteuerung“
- DFG-Kolleg-Forschungsgruppe FOR 2603 „Russischsprachige Lyrik in Transition: Poetische Formen des Umgangs mit Grenzen der Gattung, Sprache, Kultur und Gesellschaft zwischen Europa, Asien und Amerika“
- Leibniz-Forschergruppen „Nach dem Boom" und "Vergleichende Zeitgeschichte“

### Innovationen
- tele-TASK, ein System für Teleunterricht (an der Universität Trier entwickelt, seit 2004 am Hasso-Plattner-Institut Potsdam).
- Trier Social Stress Test, Verfahren der experimentellen Psychologie (an der Universität Trier entwickelt und im Jahr 1993 veröffentlicht)

### Web-Angebote
- DBLP (Digital Bibliography & Library Project): Bibliographische Sammlung wissenschaftlicher Publikationen im Bereich Informatik, betrieben von Michael Ley am Lehrstuhl für Datenbanken und Informationssysteme
- Deutsche-Aussenpolitik.de: Informationsdienst zur deutschen Außenpolitik
- Krünitz Online: Digitalisierung der Oeconomischen Encyclopädie von Johann Georg Krünitz
- Retrodigitalisierung Deutsches Wörterbuchs von Jacob und Wilhelm Grimm
- Mittelhochdeutsche Wörterbücher
- Oeuvres de Frédéric le Grand: Digitale Ausgabe der Werke Friedrichs des Großen

## Persönlichkeiten

### Professoren
- Hochschullehrer der Universität

### Ehrendoktoren (Auswahl)
- Otto Theisen (1980), Justizminister von Rheinland-Pfalz
- Dolf Sternberger (1982), Politikwissenschaftler
- Peter M. Fraser (1984), britischer Althistoriker
- Ingeborg Esenwein-Rothe (1986), deutsche Ökonomin
- Salomon Birnbaum (1986), jiddischer und hebräischer Sprachwissenschaftler
- Oswald von Nell-Breuning (1990), Theologe und Sozialphilosoph
- Albert O. Hirschman (1990), amerikanischer Volkswirt
- Adolf Moxter (1992), deutscher Ökonom
- Niklas Luhmann (1993), deutscher Soziologe
- Pierre Werner (1993), Premierminister von Luxemburg
- Peter Hartz (1994), deutscher Manager
- Victor Klee (1995), amerikanischer Mathematiker[27]
- Henri von Luxemburg (1996), Großherzog von Luxemburg
- Peter Caesar (1999), Justizminister von Rheinland-Pfalz
- Thomas Luckmann (1999), österreichisch-amerikanischer Soziologe
- Mordechai Breuer (1999), israelischer Historiker
- Wolfgang Kullmann (2000), deutscher Philologe
- Norair Arakelian (2004), armenisch-sowjetischer Mathematiker
- Leoluca Orlando (2005), Bürgermeister von Palermo
- Dietrich von Bothmer, deutsch-amerikanischer Archäologe[28]

### Alumni
- Franz Anton Haubs (1745–1826), Kirchenrechtler und Hochschullehrer
- Sanderad Müller (1748–1819), Naturforscher, Bibliothekar und Benediktiner
- Michael Franz Josef Müller (1762–1848), Historiker und Richter
- Wilhelm Arnold Günther (1763–1843), Weihbischof in Trier
- Alwin Hammers (* 1942), Professor für Pastoralpsychologie am Bischöflichen Priesterseminar Trier und Lehrpsychotherapeut
- Dirk Heckmann (* 1960), dt.  Rechtswissenschaftler
- Peter Krämer (* 1942), Ordinarius für Kirchenrecht an der Theologischen Fakultät und Kirchenrichter für das Bistum Trier
- Jürgen Schreier (* 1948), Fraktionsvorsitzender der CDU im Landtag des Saarlandes
- Heinrich Alt (* 1950), Vorstand der Bundesagentur für Arbeit
- Gaby Dietzen (* 1951), Journalistin und Fernsehmoderatorin
- Michael Matheus (* 1953), Professor an der Johannes Gutenberg-Universität Mainz; ehem. Direktor des Deutschen Historischen Instituts (DHI) in Rom
- Christoph Böhr (* 1954), CDU-Landesvorsitzender Rheinland-Pfalz
- Werner Schüßler (* 1955), Ordinarius für Philosophie an der Theologischen Fakultät
- Peter Adrian (* 1957), Präsident des Deutschen Industrie- und Handelskammertags (DIHK)
- Joscha Remus (* 1958), Schriftsteller und Journalist
- Bernhard Schneider (* 1959), Professor für Kirchengeschichte des Mittelalters und der Neuzeit
- Stefan Mörsdorf (* 1961), Minister für Umwelt im Saarland
- Georg Bätzing (* 1961), Bischof des Bistums Limburg
- Gabriele B. Clemens (* 1961), Professorin für Neuere Geschichte und Landesgeschichte an der Universität des Saarlandes
- Annegret Kramp-Karrenbauer (* 1962), ehemalige Bundesministerin der Verteidigung
- Guildo Horn, eigentlich Horst Köhler (* 1963), Schlagersänger, Diplom-Pädagoge und Musiktherapeut
- Stephan Ackermann (* 1963), Bischof von Trier
- Sibylle Keupen (* 1963), Oberbürgermeisterin von Aachen
- Urte Schwerdtner (* 1963), Oberbürgermeisterin von Goslar
- Stefanie Stahl (* 1963), Psychologin und Autorin
- Johannes Mazomeit (* 1964), Botaniker und Umweltplaner
- Friederike Fless, (* 1964), Präsidentin des deutschen archäologischen Instituts
- Dirk Bieresborn (* 1965), Jurist und Richter am Bundessozialgericht
- Carsten Thurau (* 1967), Journalist
- Hamid Reza Yousefi (* 1967), Privatdozent und Lehrbeauftragter an der Universität Koblenz-Landau
- Michael Schmidt-Salomon (* 1967), Autor, Musiker und Vorstandssprecher der religionskritischen Giordano Bruno Stiftung
- Wiebke Lorenz (* 1972), Journalistin und Romanautorin
- Sonja Optendrenk (* 1972), politische Beamtin (CDU)
- Stefan Pfeiffer (* 1974), Professor für Alte Geschichte an der Universität Halle
- Carole Dieschbourg (* 1977), Ministerin für Umwelt in Luxemburg
- Dörte Schall (* 1977), Politikerin (SPD)
- Hanna-Lena Neuser (* 1980), Direktorin der Evangelischen Akademie Frankfurt
- Andreas Lukas (* 1984), Baudezernent der Stadt Koblenz und Hochschullehrer
- Till Reiners (* 1985), Kabarettist und Slam-Poet
- Wolfgang M. Schmitt (* 1987), Filmkritiker, Webvideoproduzent, Podcast-Moderator und Autor